# Tiburon (voilier)
Le Tiburon est une classe de petit voilier biquille créée par les chantiers Jouët en 1962. À la suite d'un accord avec les Chantiers de Loire-Normandie, il a pu être fabriqué en série au Grand-Quevilly, près de Rouen.

## Description
Ce bateau réunit, pour cette époque, beaucoup de qualités: il était petit à l'extérieur et grand à l'intérieur. Plus court que le Corsaire, il peut pourtant se vanter d'avoir une cabine plus confortable. Avec une longueur de coque de 4,93 m, il abrite tout de même 4 couchettes, une table amovible et un bloc cuisine coulissant (en option). De plus son pare-brise panoramique rend cette cabine très lumineuse.
Par contre, il y a peu de rangements, tout le matériel doit être rangé dans des sacs...
Il est assez performant pour un biquille car généreusement toilé (19,85 m2 avec le génois). Ce bateau est particulièrement adapté à la croisière côtière à la journée, il peut s'échouer très facilement grâce à ses deux quilles et son aileron arrière. Son tirant d'eau de 60 cm lui permet de « raser les cailloux ».
Son prix de vente raisonnable en a fait un bateau très populaire, il s'est très bien vendu pendant de nombreuses années. Aujourd'hui encore, de nombreux passionnés entretiennent et restaurent leur Tiburon, souvent grâce à des conseils trouvés sur Internet.

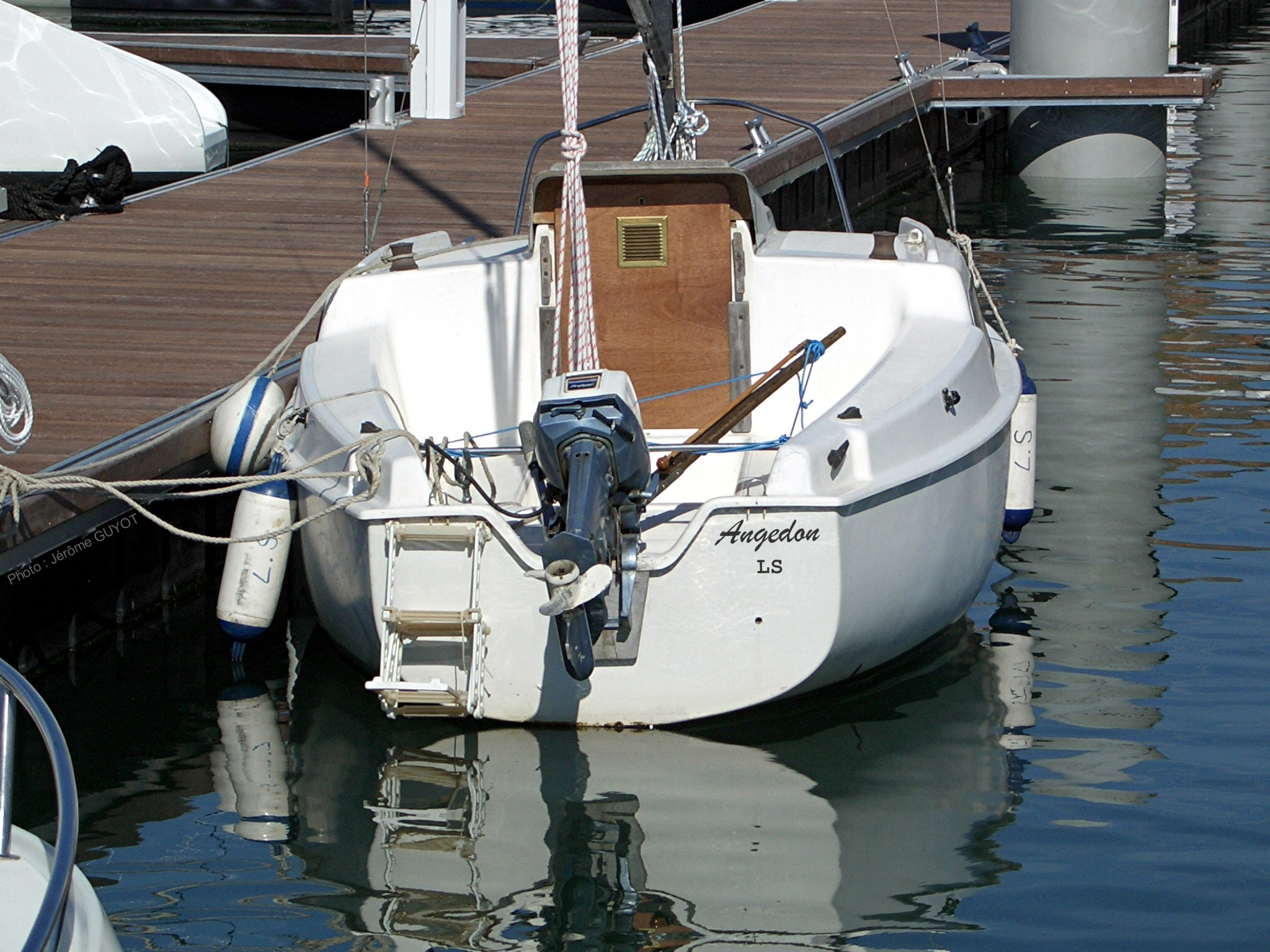
Vue arrière
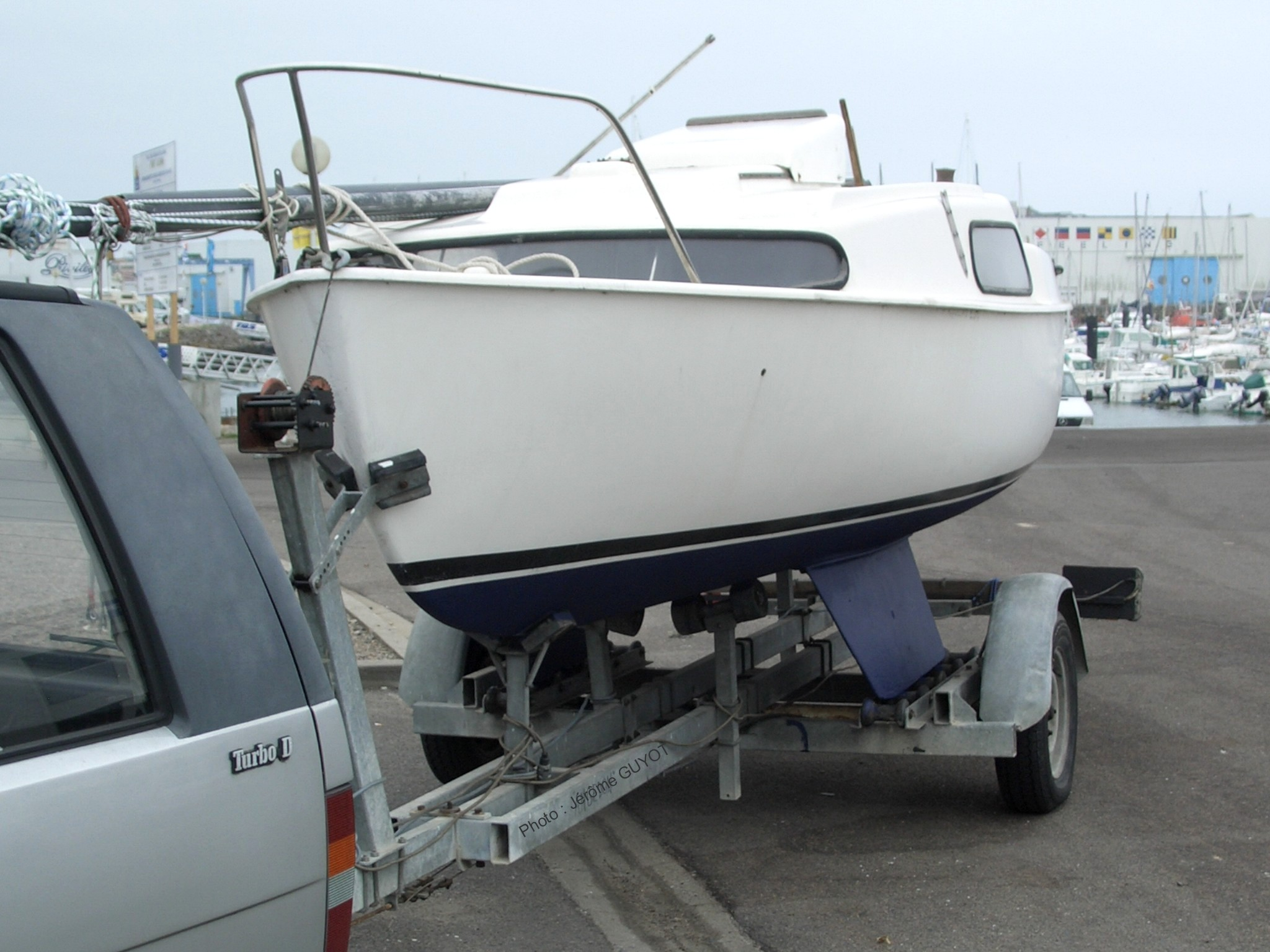
Sur remorque
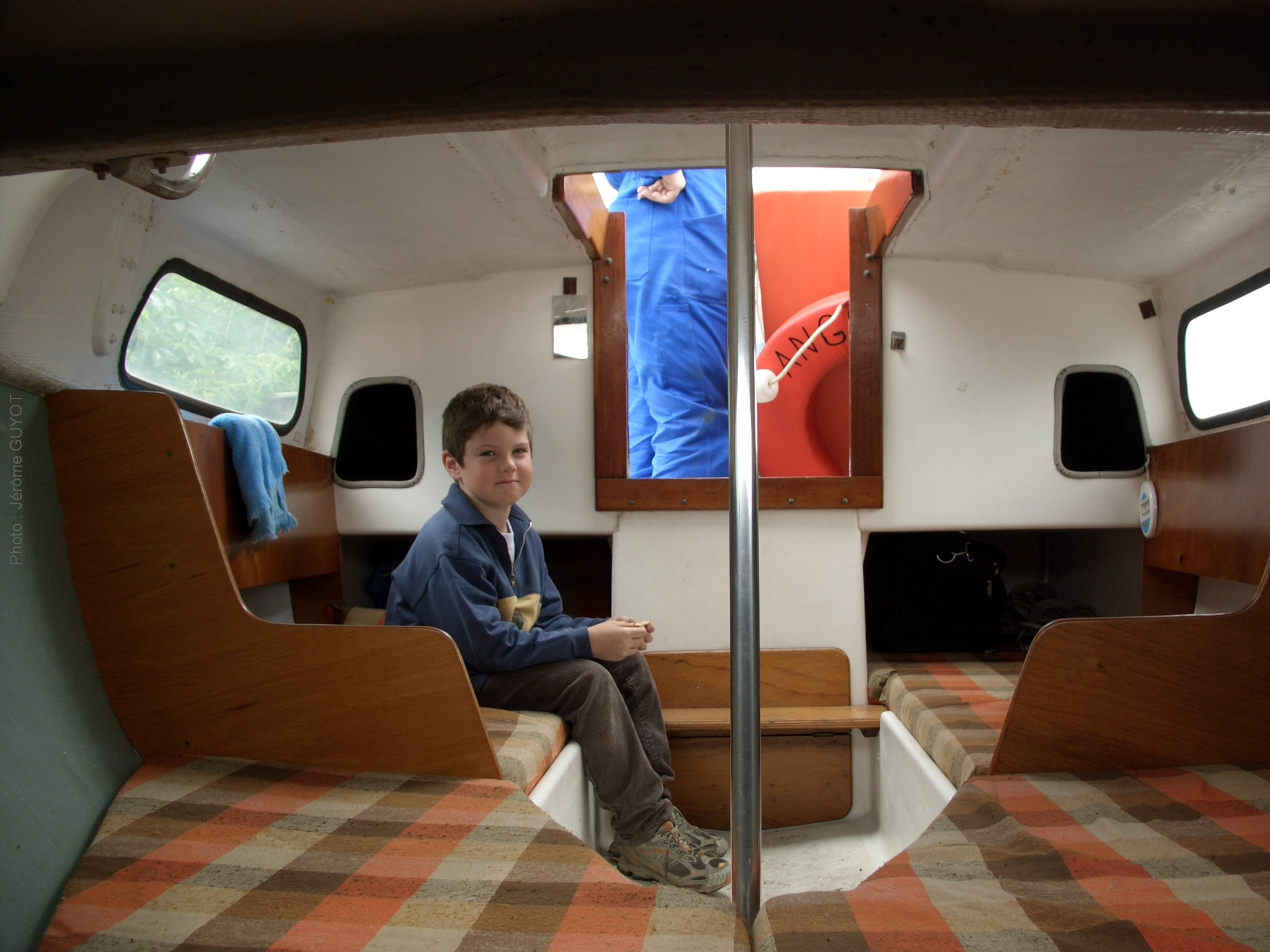
Cabine